# Amor e Outros Desastres
Amor e Outros Desastres (Love and Other Disasters no original) é uma comédia romântica franco-britânica de 2006 produzida pela Ruby Film, EuropaCorp e Skyline Films apresentada no Festival Internacional de Cinema de Toronto. Em 2008, teve sua estréia no Reino Unido em Londres como a exibição de gala para o BFI 22º London Gay and Lesbian Film Festival. O diretor e o produtor estiveram presentes. Brittany Murphy interpreta uma assistente da Vogue britânica que é a catalisadora para um grupo de jovens amigos em busca de amor. OutFest 2007 apresentou o filme como um de seus longas. Originalmente o diretor Alek Keshishian queria Gwyneth Paltrow interpretasse 'Jacks' mas ela estava grávida na época, depois Paltrow teve uma participação especial no filme.

## Sinopse
Emily "Jacks" Jackson, que passou sua infância na América, agora vive e trabalha em Londres, na Vogue britânica, e divide um apartamento com seu amigo gay Peter Simon, um roteirista. Com medo de se decepcionar com um relacionamento sério, Jacks prefere passar seu tempo livre com seus amigos e dormir com seu ex-namorado, James, a quem ela não ama. Peter, que nunca teve um relacionamento, passa muito tempo em seus sonhos e, como resultado, não consegue se apaixonar por uma pessoa real. Fica mais complicado com a entrada de Paolo, assistente de fotografia de um dos fotógrafos da Vogue. À medida que o filme se desenvolve, eles percebem seus erros e, eventualmente, chegam ao final feliz.

## Elenco
- Brittany Murphy como Emily 'Jacks' Jackson
- Matthew Rhys como Peter Simon
- Santiago Cabrera como Paolo Sarmiento
- Catherine Tate como Tallulah Riggs-Wentworth
- Elliot Cowan como James Wildstone
- Adam Rayner como Tom / Fantasy David
- Jamie Sives como Finlay McMillian
- Will Keen como David Williams
- Frédéric Anscombre como Sascha Santori
- Stephanie Beacham como Felicity Riggs-Wentworth
- Daniel Lobé como Freedom
- Samantha Bloom como Pandora (como Sam Bloom)
- Jamie Honeybourne como Unicorn Gallagher
- Robert Chilcott como patrono da arte
- Dawn French como terapeuta
- Michael Lerner como Marvin Bernstein
- Gwyneth Paltrow como ela mesma interpretando Jacks (Cameo)
- Orlando Bloom como ele mesmo interpretando Paolo (Cameo)

## Recepção
No agregador de críticas dos Estados Unidos, o Rotten Tomatoes, na pontuação onde a equipe do site categoriza as opiniões da  grande mídia e da mídia independente apenas como positivas ou negativas, o filme tem um índice de aprovação de 20% calculado com base em 5 comentários dos críticos. Por comparação, com as mesmas opiniões sendo calculadas usando uma média aritmética ponderada, a nota alcançada é 3,5/10.
Greg Hernandez de 'Out in Hollywood' em 20 de julho de 2007 declarou "um filme muito divertido", "bem escrito e bem dirigido por Alek Keshishian e maravilhosamente atuado" e "inclui uma cena hilariante com participações especiais de Gwyneth Paltrow e Orlando Bloom".
Em sua crítica na Variety, David Rooney disse que "o roteiro de Keshishian é desleixado tanto na criação quanto na sustentação da confusão de identidade sexual que alimenta o mecanismo de quadrinhos".